# رايوكافادو دي لا سايرا
بلدية رايوكافادو دي لا سايرا (بالإسبانية: Riocavado de la Sierra)‏, هي إحدى بلديات مقاطعة برغش, التي تقع في منطقة قشتالة وليون, والتي تقع في شمال غرب إسبانيا.
يبلغ عدد سكانها 72 نسمة وفقاً لإحصائية سنة (2002).